# جيري ميس
جيري ميس (بالإنجليزية: Jerry Mays)‏ هو لاعب كرة قدم أمريكية أمريكي، ولد في 24 نوفمبر 1939 في دالاس في الولايات المتحدة، وتوفي في 17 يوليو 1994 في Lewisville Lake ‏ في الولايات المتحدة بسبب ورم ميلانيني.

## وصلات خارجية
- جيري ميس على موقع مرجع كرة القدم المحترفة.كوم (الإنجليزية)